# Marsdenia nicaraguensis
Marsdenia nicaraguensis är en oleanderväxtart som beskrevs av W.D. Stevens. Marsdenia nicaraguensis ingår i släktet Marsdenia och familjen oleanderväxter. Inga underarter finns listade i Catalogue of Life.